# فهرست گذرگاه‌های شبکه
فهرست ویژگی‌های الکتریکی گذرگاه‌های شبکه «کم‌سرعت» با یک دامنه برخورد در یک قطعه شبکه:
| نام                     | چندقطبی | حداکثر گره‌ها | نوع الکتریکی           | نوع کابل                                                        | بیشینه نرخ بیت [کیلوبیت بر ثانیه متن]                          | طول در بیشینه نرخ بیت | بیشینه طول [متر] | نرخ بیت در بیشینه طول      |
| ----------------------- | ------- | ------------ | ---------------------- | --------------------------------------------------------------- | -------------------------------------------------------------- | --------------------- | ---------------- | -------------------------- |
| EIA-485 (مبتنی بر UART) | Y       | ۲۵۶          | EIA-485                | زوج به‌هم‌تابیده                                                  | ۱۰۰۰ کیلوبیت بر ثانیه                                          |                       | ۱۳۳۰ متر         | ۶۴ کیلوبیت بر ثانیه        |
| SCSI‑1/2                | Y       | ۸            | کلکتور باز             | کابل نواری                                                      | ۲۰۰۰۰ کیلوبیت بر ثانیه                                         | ۳ متر                 | ۶ متر            | ۵ مگابیت بر ثانیه بر کانال |
| SCSI Ultra2             | Y       | ۱۶           | تفاضلی                 | کابل نواری همراه زوج‌های به‌هم‌تابیده                              | ۴۰۰۰۰ کیلوبیت بر ثانیه                                         | ۱۲ متر                |                  |                            |
| LIN                     | Y       | ۱۶           | کلکتور باز             | کلکتور باز با پول‌آپ به منبع ۱۲ ولت خودرو                        | ۱۹٫۲ کیلوبیت بر ثانیه                                          | ۴۰ متر                |                  |                            |
| SIOX                    | Y       | ۶۲           |                        |                                                                 | ۱۹٫۲ کیلوبیت بر ثانیه                                          |                       |                  |                            |
| I²C                     | Y       | ۱۲۷ یا ۱۰۲۳  | کلکتور باز             |                                                                 | ۵۰۰۰ کیلوبیت بر ثانیه                                          |                       | ۷٫۶ متر          |                            |
| SMBus                   | Y       | ۱۲۸          | کلکتور باز             |                                                                 | ۱۰۰ کیلوبیت بر ثانیه                                           |                       |                  |                            |
| PMBus                   | Y       | ۱۲۸          | کلکتور باز             |                                                                 | ۴۰۰ کیلوبیت بر ثانیه                                           |                       |                  |                            |
| 10BASE5                 | Y       | ۱۰۰          | تک‌پایانه               | کواکسیال RG‑8X                                                  | ۱۰۰۰۰ کیلوبیت بر ثانیه                                         | ۵۰۰ متر               | ۵۰۰ متر          |                            |
| 10BASE2                 | Y       | ۳۰           | تک‌پایانه               | کواکسیال RG‑58                                                  | ۱۰۰۰۰ کیلوبیت بر ثانیه                                         | ۱۸۵ متر               | ۱۸۵ متر          |                            |
| کَن                      | Y       | ۱۲۸          | تفاضلی ISO 11898‑2     | زوج به‌هم‌تابیده                                                  | ۲۰۰۰۰ کیلوبیت بر ثانیه                                         | ۴۰ متر                | ۱۰۰۰ متر         | ۵۰ کیلوبیت بر ثانیه        |
| DMX512-A                | N       | ۳۲           | EIA-485                | زوج به‌هم‌تابیده ‎120 Ω                                            | ۲۵۰ کیلوبیت بر ثانیه                                           | ۵۴۸ متر               | ۵۴۸ متر          | ۲۵۰ کیلوبیت بر ثانیه       |
| DCC                     | Y       | ۱۲۷          | تک‌پایانه               |                                                                 | ۵ کیلوبیت بر ثانیه                                             |                       |                  |                            |
| RS-232                  | N       | ۲            | تک‌پایانه               |                                                                 | ۱۲۸ کیلوبیت بر ثانیه                                           | ۱٫۵ متر (تقریبی)      | ۱۵ متر           | ۱۹٫۶ کیلوبیت بر ثانیه      |
| PSI5                    | Y       |              |                        | زوج به‌هم‌تابیده                                                  | ۱۸۹ کیلوبیت بر ثانیه                                           |                       | ۱۲ متر (تقریبی)  |                            |
| 1-Wire                  | Y       | ۲۴۸          | کلکتور باز             | هادی تکی، همراه زمین                                            | ۱۶٫۳ کیلوبیت بر ثانیه                                          |                       | ۳۰۰ متر          |                            |
| X10                     | Y       | ۲۵۶          |                        | ارتباط بر خط قدرت                                               | ۰٫۰۵ کیلوبیت بر ثانیه / ۰٫۰۶ کیلوبیت بر ثانیه                  |                       |                  |                            |
| FlexRay                 |         |              |                        | زوج به‌هم‌تابیده                                                  | ۲۰۰۰۰ کیلوبیت بر ثانیه                                         |                       |                  |                            |
| SENT                    | N       | ۲            | تک‌پایانه               | هادی تکی با منبع تغذیه ۵ ولت و زمین                             | انتقال ناهمزمان، حداقل ۳۹٫۲۱۶ کیلوبیت بر ثانیه                 | ۵ متر                 |                  |                            |
| SPC                     | Y       | ۵            | تک‌پایانه یا کلکتور باز | هادی تکی با منبع تغذیه ۵ ولت و زمین (در سرعت‌های بالاتر شیلددار) | انتقال همزمان و ناهمزمان، متغیر تا تقریباً ۱۵۰ کیلوبیت بر ثانیه | ~۰٫۵ متر              | ۵ متر            | همانند SENT                |
| I3C                     | Y       | ۱۲۷          |                        |                                                                 | ۱۲۵۰۰ کیلوبیت بر ثانیه                                         |                       |                  |                            |
| SPI                     | Y       |              |                        |                                                                 | متغیر تا تقریباً ۱۰۰۰۰ کیلوبیت بر ثانیه                         |                       |                  |                            |

تعداد گره‌ها می‌تواند با تعداد نشانی‌های موجود یا ظرفیت خازنی گذرگاه محدود شود. هیچ یک از گذرگاه‌های بالا از فنون مدولاسیون حوزه آنالوگ مانند کدگذاری MLT‑3 یا PAM‑5 بهره نمی‌برند.
استاندارد PSI5 که با هدف کاربردهای خودکارسازی طراحی شده است، از این جهت تا اندازه‌ای غیرمعمول است که از کد منچستر استفاده می‌کند.

## مراجع
1. ↑  "LIN Standards (older versions are free to download, newer to be bought on ISO web site)". www.lin-cia.org. Retrieved 2019-07-31.
2. ↑  "Microcontroller Interfaces, Part 3". 090114 ucpros.com
3. ↑  "Ujjal's DMX512 Pages....DMX512 Physical properties". 090610 dmx512-online.com
4. ↑  "DMX Wiring and Practice Quick Reference".
5. ↑  http://www.diva-portal.org/smash/get/diva2:1162587/FULLTEXT02 "Implementing and Analyzing SingleEdge Nibble Transmission (SENT)Protocol for Automotive Applications", Master thesis of Naseem Ullah, 2014
6. ↑  Strasser, Michael; Rasbornig, Friedrich; Platzdasch, Hagen; Gastinger, Ferdinand; Eggiman, Christoph; Beaurenaut, Laurent (2009-04-20). "Single-Edge Nibble Transmission: Challenges and Evolutions". SAE Technical Paper Series (به انگلیسی). Vol. 1. Warrendale, PA. doi:10.4271/2009-01-0125.